# Amt Alt-Landsberg

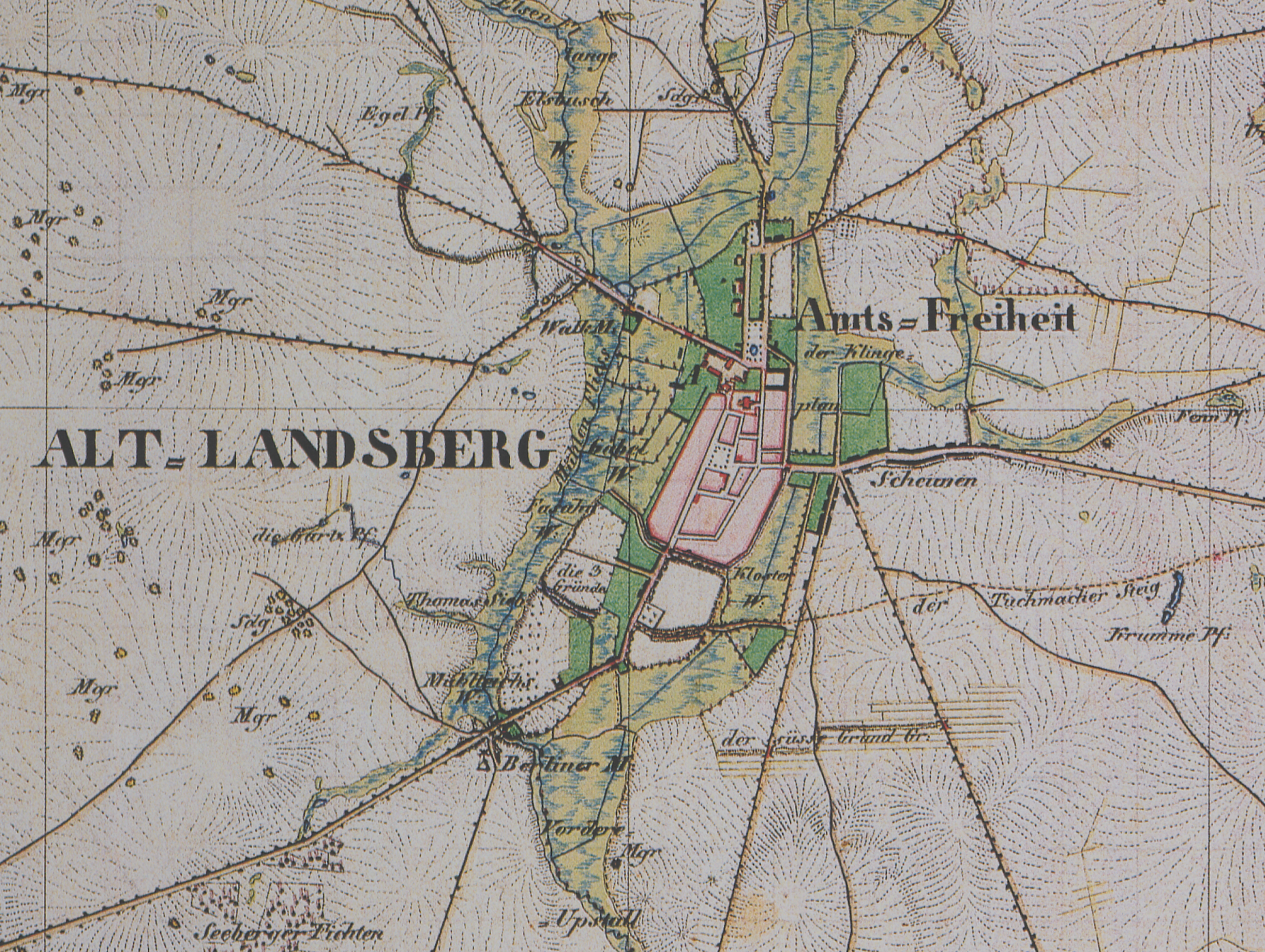
Altlandsberg auf dem Urmesstischblatt 3448 Altlandsberg von 1839. Das Amtsgebäude nördlich dem eigentlichen Stadtkern ist mit A bezeichnet.

Das Amt Alt-Landsberg war ein königlich-preußisches Domänenamt mit Sitz in der Stadt Altlandsberg (Landkreis Märkisch-Oderland, Brandenburg). 1708 kaufte der brandenburgische Kurfürst und König in Preußen Friedrich I. die Herrschaft Alt-Landsberg von Friedrich Wilhelm von Schwerin und wandelte sie in ein landesherrliches Amt um. Zu Amtszeiten wurden einige neue Siedlungen auf Amtsgebiet angelegt. Das Amt Alt-Landsberg wurde 1872/4 aufgelöst, seine Aufgaben im Wesentlichen der Kreisverwaltung übertragen. Die Domäne blieb in Staatsbesitz, wurde aber weiter verpachtet.

## Geographische Lage
Altlandsberg liegt östlich von Berlin, nur ca. 7 km von der Berliner Stadtgrenze entfernt. Es gehörte in der frühen Neuzeit zum Niederbarnimschen Kreis der Mark Brandenburg, der fast ohne Änderungen in der Kreisreform von 1816/7 in den Kreis Niederbarnim (später Landkreis Niederbarnim) der Provinz Brandenburg überging. Das Amt Alt-Landsberg war jedoch flächenmäßig nicht zusammenhängend, sondern hatte auch noch Besitzungen bzw. Rechte im Oberbarnimschen Kreis (bzw. Kreis Oberbarnim/Landkreis Oberbarnim der Provinz Brandenburg). Der Amtssitz war im Domänenhof auf dem Schlossareal in Altlandsberg, zu dem noch ein Bezirk auch nahe der Stadt gehörte, die sogenannte Amtsfreiheit.

## Geschichte und zugehörige Orte

### Vorgeschichte
1409 verlieh Markgraf Jobst von Mähren Schloss und Stadt Alt-Landsberg an mehrere Brüder von Krummensee. 1654 erwarb der spätere „Erste Minister“ der brandenburgischen Kurfürsten Otto I. von Schwerin das Gut der von Krummensee, das nun den Status einer Herrschaft erhielt. Durch Zukäufe vergrößerte er die Herrschaft substanziell. Am 9. September 1708 kaufte König Friedrich I. die Herrschaft Alt-Landsberg vom Enkel des Begründers der Herrschaft, Friedrich Wilhelm von Schwerin und richtete in Altlandsberg das Amt Alt-Landsberg ein. Sitz des Amtes war im 18. Jahrhundert das Vorwerk beim Schloss von Altlandsberg. Nach dem Tod von König Friedrich I. wurde das Schloss stillgelegt und in der Folge auch vernachlässigt. 1757 brannte das Schloss aus und wurde daraufhin bis auf die Grundmauern abgetragen. Die Steine wurden teils nach Berlin abtransportiert, teils zum Wiederaufbau der Schlosskirche verwendet.

### Zugehörige Orte um 1800
Nach Bratring (1805), der den Zustand von etwa 1801 beschreibt, sowie dem Ortschafts=Verzeichniß des Regierungs=Bezirks Potsdam nach der neuesten Kreiseintheilung vom Jahre 1817 gehörten zum Amt Alt-Landsberg folgende Orte und Einzelgehöfte im Niederbarnimschen und Oberbarnimschen Kreis:
- Altlandsberg, Amtssitzvorwerk und Freigut sowie die Amtsfreiheit vor dem Bernauer Tor (in Altlandsberg aufgegangen).
- Altwustrow (Gemeindeteil im Ortsteil Wustrow, Gemeinde Oderaue). Fünf Sechstel des Ortes kamen mit der Herrschaft Alt-Landsberg an das Amt Alt-Landsberg. Schon 1706 war das frühere Gut Prädikow von der Herrschaft Alt-Landsberg abgetrennt und dem Paul Anton von Kameke verliehen worden, darunter ein Sechstel von Altwustrow. 1722 erwarb König Friedrich Wilhelm I. dieses letzte Sechstel von der Witwe des Paul Anton von Kameke. Bis zur Schaffung des Amtes Wollup 1731 wurde Altwustrow vom Amt Alt-Landsberg verwaltet. Nachdem 1744 das Amt Kienitz vom Amt Wollup abgetrennt worden war, wurde der Ort diesem Amt zugewiesen. Nach 1805 kam es zunächst an das Amt Zehden, 1850 dann schließlich zum Amt Wriezen.[5] 1744 wurde er dem Amt Kienitz zugeordnet. Nach 1805 kam er zunächst an das Amt Zehden, 1850 dann zum Amt Wriezen.
- Berliner Mühle, Wassermühle (in Altlandsberg aufgegangen). Die Wassermühle stand etwa im Bereich Berliner Chaussee 1. Die Mühle wurde bereits zu Zeiten der Herrschaft Alt-Landsberg (1680) so genannt.
- Bruchmühle (Wassermühle) (Ortsteil der Stadt Altlandsberg). Die Bruchmühle existierte bereits 1428.
- Buchholz (Ortsteil der Stadt Altlandsberg). Dorf und Vorwerk kamen mit der Herrschaft Alt-Landsberg an das Amt. Um 1680 war auf der Feldmark des Dorfes ein Vorwerk mit 13 Hufen entstanden.
- Eggersdorf (Ortsteil der Gemeinde Petershagen/Eggersdorf). Das Dorf kam 1658 und 1660 an die Herrschaft Altlandsberg und mit ihr 1708 an das Amt Alt-Landsberg. Beim Ort entstand 1766 durch Auflösung und Besiedlung des Vorwerks eine Kolonie von sieben Pfälzer Familien.
- Freudenberg (Ortsteil der Gemeinde Beiersdorf-Freudenberg). Der Ort gehörte zur Herrschaft Alt-Landsberg. 1682 bildete Otto von Schwerin (II.) aus zehn Bauernhufen, die als Ritterhufen anerkannt wurden, ein Vorwerk, das er von einem Verwalter bewirtschaften ließ. Dieser wohnte zunächst auf einem Bauernhof, später wurde ein eigenes Verwalterhaus errichtet. Zu Amtszeiten wurde das Vorwerk aufgelöst und das Gutshaus in eine Unterförsterei umgewandelt.
- Großbarnim (Ortsteil der Gemeinde Neutrebbin). Fünf Sechstel des Dorfes Großbarnim kamen mit der Herrschaft Alt-Landsberg an das Amt. Ein Sechstel gehörte schon vor 1472 den von Barfuß auf Prädikow. 1706 schenkte der König seinem Günstlich Paul Anton von Kameke das Gut Prädikow, zu dem das eine Sechstel von Großbarnim gehörte. 1722 konnte das Amt von der Oberhofmeisterin Sophie von Kameke, geb. von Brünnow auch diesen Anteil am Dorf Großbarnim erwerben. 1744 wurde der Ort dem Amt Kienitz zugewiesen. 1811 (oder schon 1803?) wurde es zum Amt Wriezen verlegt.
- Hönow. Das Dorf kam mit der Herrschaft Alt-Landsberg an das Amt.
- Hohenfließ, Etablissement. (im Ortsteil Eggersdorf der Gemeinde Petershagen/Eggersdorf aufgegangen, Bereich Altlandsberger Chaussee 5/Ferdinand-Damm-Straße 35 bis 30). 1783/4 wurde der (ursprüngliche) Wohnplatz als Maulbeerplantage auf Amtsgebiet angelegt. Im Urmesstischblatt 3448 Altlandsberg von 1839 ist er als Hohenfließ oder hungriger Wolf verzeichnet. 1864 wurde die Lokalität der Landgemeinde Eggersdorf zugeschlagen. Im Messtischblatt von 1870/1 ist die Siedlung als Neuer Krug eingezeichnet.
- Hohenstein (Ortsteil der Stadt Strausberg). Das Dorf gehörte zur Herrschaft Alt-Landsberg und wurde 1708 Amtsdorf.
- Kleinschönebeck, Klein-Schönebeck, Dorf, (Wohnplatz der Gemeinde Schöneiche bei Berlin). Das Dorf war Bestandteil der Herrschaft Alt-Landsberg und kam mit dieser 1708 zum Amt.
- Krummensee (Ortsteil der Stadt Werneuchen). Krummensee gehörte schon seit 1656 zur Herrschaft Alt-Landsberg und kam mit dieser an das Amt. 1756 wurde es an das Amt Löhme abgetreten.
- Neue Mühle (Neu Mühle, Mühle). Heute ein Wohnplatz der Stadt Strausberg. Die Mühle wurde 1775 erstmals erwähnt.
- Neuenhagen, Dorf und Amtsvorwerk (Neuenhagen bei Berlin). Das Dorf kam mit der Herrschaft Alt-Landsberg an das Amt. Schon 1674 gab es einen Rittersitz im Ort mit einem Vorwerk. Das Vorwerk Neuenhagen wurde 1817 für 14 Jahre zur Pacht ausgeschrieben[6].
- Neu-Höhnow, Kolonie (Neuhönow, Gemeindeteil der Stadt Altlandsberg)). Wurde 1780/1 auf Amtsgebiet angelegt.
- Petershagen, Dorf. Petershagen war erst 1674 an die Herrschaft Alt-Landsberg gefallen und kam mit dem Erwerb 1708 zum Amt. 1765 wurde das Vorwerk aufgelöst und 14 Kolonistenfamilien angesiedelt.
- Radebrücke, Kolonie (Radebrück, Gemeindeteil der Stadt Altlandsberg). 1784/5 wurde bei der Radebrücke über das Teufelsfließ auf Amtsgebiet eine Kolonie für 12 Familien in 6 Doppelhäusern angelegt. Um 1830/5 wurde östlich des Teufelsfließes eine Försterei (heute Wohnplatz Forsthaus Radebrück etabliert.
- Ruhlsdorf (Ortsteil der Stadt Strausberg). Ruhlsdorf war Bestandteil der Herrschaft Alt-Landsberg und wurde mit dieser 1708 vom Landesherrn gekauft.
- Schlagmühle bei Straußberg (Schlagmühlenstraße 2, 2A). Nach Bratring (1805) und auch nach dem Ortschaftsverzeichnis des Regierungsbezirks Potsdam von 1817[4] gehörte die Schlagmühle an der Brücke über das Rüdersdorfer Mühlenfließ (kurz nach dem Ausfluss aus dem Herrensee), südlich von Strausberg gelegen, dem Domänenamt Alt-Landsberg und der Kämmerei Strausberg gemeinsam. Aus dem Historischen Ortslexikon ergibt sich allerdings kein Hinweis auf Besitz des Amtes an dieser Mühle. Die Mühle war aber Zollstation, der Name rührt daher (1335: Mühle am Schlagbaum).
- Seeberg. Seeberg war schon 1656 zur Herrschaft Alt-Landsberg gekommen und fiel mit dieser an das Amt.
- Seefeld. Seefeld fiel mit der Herrschaft Alt-Landsberg an das Amt. 1756 wurde es dem Amt Löhme überwiesen.
- Spitzmühle (Wassermühle). Die Spitzmühle liegt bzw. lag am westlichen Ufer des Fredersdorfer Mühlenfließes im Abschnitt zwischen Fängersee und Bötzsee kurz vor der Einmündung in den Bötzsee. Die westlich des Fredersdorfer Mühlenfließes gelegene Siedlung ist ein Wohnplatz von Altlandsberg, die gleichlautende, östlich des Fredersdorfer Mühlenfließes liegende Siedlung Spitzmühle ist ein Wohnplatz der Stadt Strausberg.
- Tiefensee (Etablissement und Vorwerk) (Ortsteil der Stadt Werneuchen). Das mittelalterliche Dorf Tiefensee ist in der ersten Hälfte des 14. Jahrhunderts wüst gefallen (1375 bereits seit alters nicht bebaut). 1668 erwarb Otto Freiherr von Schwerin eine Hälfte der wüsten Feldmark Tiefensee für die Herrschaft Alt-Landsberg. Diese Hälfte kam 1708 zum Amt Alt-Landsberg. Erst 1786/7 wurde diese Hälfte wieder besiedelt. Die andere Hälfte war 1687 an von Lüderitz verlehnt worden und war mit dem Gut Leuenberg verbunden. 1716 folgte als Besitzerfamilie die von Herold, anschließend von Meyerinck. 1802 kaufte Freiherr Ernst Jacob von Eckardstein das Gut Leuenberg und damit auch die Hälfte von Tiefensee.
- Vorwerk, Neue(s) Vorwerk, Vorwerk (heute Gemeindeteil der Stadt Altlandsberg). Das Vorwerk wurde 1801 auf Amtsgebiet angelegt.
- Walkmühle, Wasser- und Windmühle (Altlandsberg, Krummenseestraße 6 an der L 30). Gehörte zur Amtsfreiheit.
- Wegendorf. (Ortsteil der Stadt Altlandsberg). Wegendorf war Bestandteil der Herrschaft Alt-Landsberg und kam somit 1708 zum Amt Alt-Landsberg.
- Wolfshagen, Vorwerk (Wohnplatz der Stadt Altlandsberg). 1709 gab es hier bereits einen Ziegelofen. Später entstand hier ein Vorwerk, das zunächst Vorwerk Ziegelofen genannt wurde (1729). In der Schmettauschen Karte von 1767/87 ist es bereits als Vorwerk Wulfshagen eingezeichnet. Bratring nennt das Vorwerk 1801 dann Wolfshagen.

Durch die Städteordnung von 1808 wurde das Verhältnis des Amts zur Stadt Altlandsberg aufgelöst, sodass die Aufsicht über die Stadt beendet wurde. Die Justizverwaltung, die seit 1772 einem neben dem Domänenbeamten Justizbeamten übertragen worden war, wurde ganz vom Amt gestrennt und dem neu errichteten Land- und Stadtgericht in Altlandsberg übertragen, sodass das Amt nur noch als Polizei- und Renteibehörde blieb. Auch die Renteigeschäfte minderten sich, da ab 1850 infolge der neuen Preußischen Verfassung von 1848/1850 die früheren Dienstverpflichtungen der Bauern in Geldleistungen umgewandelt und auch die anderweitigen Abgaben nicht mehr an die Amtskasse, sondern an die Kreiskasse gezahlt wurden.
Im Jahre 1833 machte die Königliche Regierung bekannt, dass die Domäne Alt-Landsberg verkauft werden sollte. Diese Veräußerung fand aber nicht statt. Am 27. Februar 1833 wurde bekannt gemacht, dass im Wege der Submission die Domäne verpachtet werden sollte.
1837 wurde das Amt Rüdersdorf mit dem Amt Alt-Landsberg vereinigt, 1857 als Domänen-Polizeiamt Rüdersdorf wieder verselbständigt.

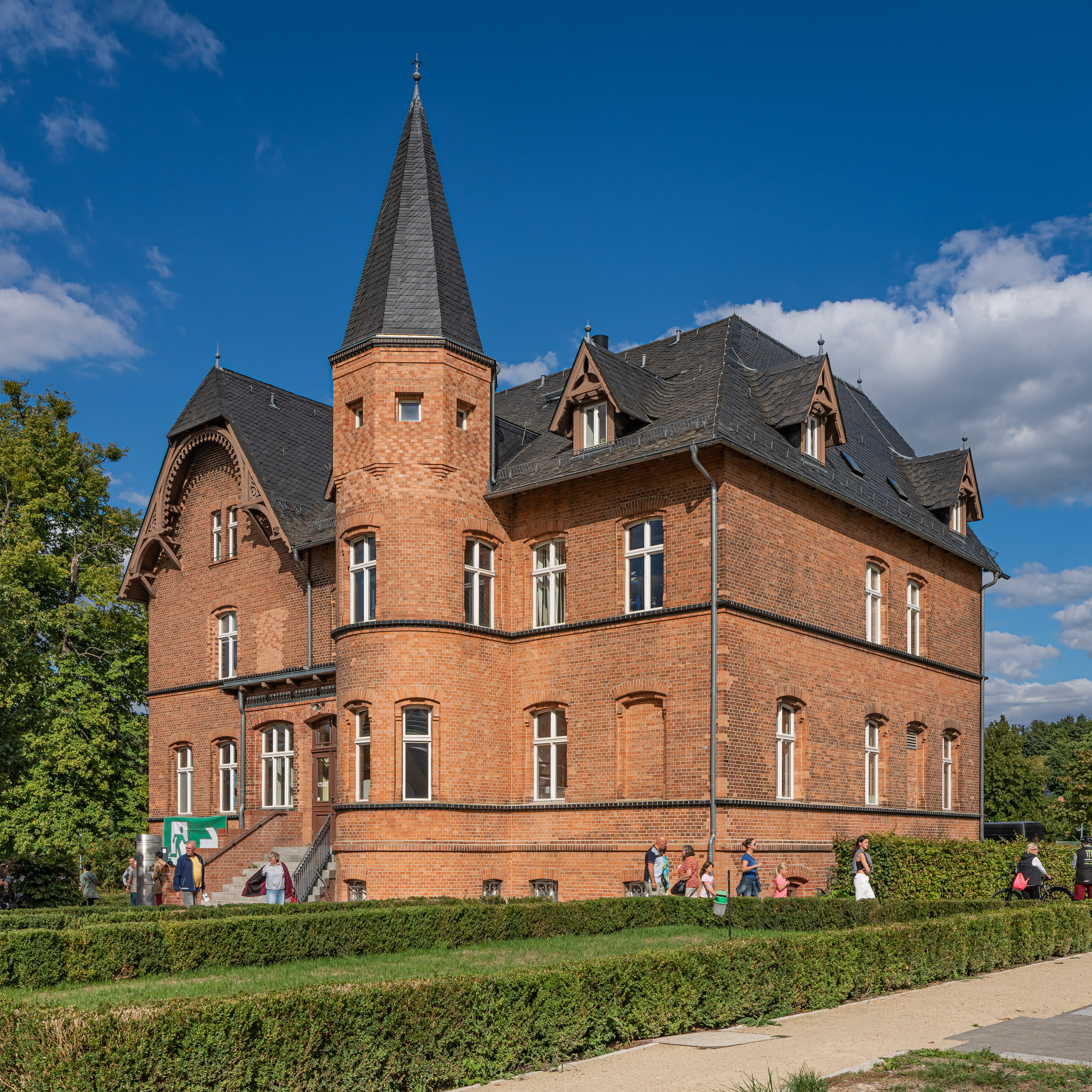
Gutshaus von 1882, errichtet für den damaligen Pächter Heinrich (Theodor) Schrader

## Amtsleute
Nachfolgend werden die Amtleute aufgeführt, soweit sie in amtlichen Bekanntmachungen oder in der Literatur nachgewiesen sind. Soweit standesamtliche Unterlagen vorliegen, ist die Schreibweise berichtigt worden.
- 1775 Johann Gottfried Ernst Kienitz, Beamter[11]
- 1798 Schröder, Oberamtmann[12]
- 1799 Frau Schröder, Oberamtmännin, deren Assistent Hr. Schröder[13]
- 1800 Bath, Oberamtmann[14]
- 1804 Baath, Oberamtmann.[15] Unter seiner Leitung wurde 1814 das inzwischen zerstörte Amtshaus gebaut.[7] 1882 wurde vom Pächter Schrader das noch jetzt vorhandene Gutshaus errichtet.
- 1818 Baath, Beamter.[16] Er gab 1821 das Amt ab und behielt nur das Vorwerk Buchholz als Pachtstück. Nach seinem Tode übernahm das Vorwerk sein Schwiegersohn, der Oberamtmann Stolle, der es 1842 dem Oberamtmann Herschner überließ.[7]
- 1821–1823 Lucke, Oberamtmann.[7]
- 1823–1834 Karl Friedrich Wilhelm Lüdke, zuletzt: Oberamtmann. Lüdke verstarb 1834.[17] Ab dem Jahre 1823 übernahm Lüdke durch Zession von dem Oberamtmann Lucke das Generalpachtverhältnis bezüglich des zum Amte Alt-Landsberg gehörige „Königlich-Domänen-Vorwerk Alt-Landsberg mit den unmittelbar daran grenzenden Neben-Vorwerken Wolfshagen und Neu-Werk nebst einer Brau- und Brennerei und mehreren Familienwohnungen“. Lüdke hatte 2615 M Acker, 45 M Gärten und Weiden, 260 M Wiesen und 56 M Holzung, zusammen 2977 M zur Benutzung. Dieser Zession wurde „höheren Orts“ zugestimmt mit der Maßgabe, dass Lüdke zum „Rent- und Polizeibeamten und zum Rendanten der Gerichtsdepositorii“ bestellt wurde.[18] Nachdem die Domänenverwaltung die Absicht des Verkaufs aufgegeben hatte, hatte Lüdke 1833 einen neuen Pachtvertrag für die Zeit von 1833 bis 1863 geschlossen.[7] Im Handbuch 1834 wird Lüdke noch als Pächter erwähnt.[19] Die beiden königlichen Domänenpächter, der Oberamtmann Lüdke und der Oberamtmann Herrscher (Amtsvorwerk Buchholz) haben nach Gähde „die Domänengrundstücke auf eine vorzügliche, zuvor noch nicht dagewesenen Stufe der Cultur und Ertragsfähigkeit erhoben“.[7]
- 1835–1838 Lüdckesche Erben (sic)[20] bestehend aus der Ehefrau Eleonore Juliane Lüdke geb. Piefke (1788–1838) und des Sohnes Gustav Germanus Lüdke (1808–1894). Aufgrund eines Ministerial-Rescripts vom 10. Oktober 1835 wurde der Witwe unter Beistand ihres ältesten Sohnes Gustav Germanus Lüdke das Pachtobjekt überlassen; doch wurde im Jahre 1836 mit beiden ein besonderer Kontrakt für die bezeichnete Zeit geschlossen.[7] 1839 werden die Pächter ebenfalls als „Lüdeckesche Erben“ bezeichnet[21]
- 1838–1863 Gustav Germanus Lüdke.[7] In den Bekanntmachungen wird er auch Lüdecke, Lüdcke und Lüdcke genannt. Zuletzt trug er den Titel „Amtsrat“[22][23][24]
- 1865 Fuhrmann[25]
- 1868 Schrader[26]
- 1872 Schrader, Domänenpächter[27]

## Domäne Altlandsberg
Auch über das Ende des Amtes Alt-Landsberg hinaus blieb das Schlossgut eine Staatsdomäne. Sie hatte eine Größe von 860 ha, davon 789 ha Acker, 60 ha Wiesen, 7 ha Hutung und 4 ha Wasser. Als Schwerpunkt der Wirtschaft des Betriebes wird die Milchwirtschaft und die Schäferei angegeben. Pächter war der Amtsrat Heinrich Theodor Schrader, der letzter Amtmann des Amtes Alt-Landsberg war. 1882 wurde das Gutshaus in der Krummenseestraße 1 als Wohn- und Dienstsitz für ihn errichtet. Für 1910 wird zusätzlich eine Brennerei angegeben. Er starb am 27. November 1915 im Alter von 77 Jahren in Altlandsberg. 1921 war Frau Amtsrat Antonie Schrader Pächterin der Domäne. Der Viehbestand betrug 59 Pferde, davon 8 Zuchtstuten, 124 Stück Vieh, davon 76 Milchkühe und zwei Deckbullen, vier Schweine und 500 Schafe, davon 300 Mutterschafe. Auch 1929 leitete Frau Schrader noch den Betrieb mit Unterstützung eines Schraders. Der Grundsteuer-Reinertrag wurde mit 17.194 Reichsmark beziffert. Die Betriebsgröße hatte sich auf insgesamt 645 ha verringert.
Nach dem Zweiten Weltkrieg ging die Domäne Altlandsberg in den Besitz der LPG (P) Ernst Thälmann Altlandsberg über. Nach 1990 standen die Gebäude leer. 2006 wurde das Brau- und Brennereihaus zu einem Restaurant umgebaut.